# 茅崇修
茅崇修（？—1623年），号吉雲，南直隶镇江府丹徒縣人。

## 生平
万历三十七年（1609年）己酉科应天乡试举人，四十七年（1619年）己未科進士，吏部觀政，四十八年授南京刑部江西司主事，天啓二年升郎中，三年卒。

## 家族
曾祖茅坚，字可久，封户部郎中。祖茅鎜，嘉靖十一年进士，官雲南按察司副使。父茅溉，以子贵赠刑部主事。從兄茅崇本（茅治子），万历八年进士，官吉安府推官、南刑部主事。